# Snetterton (Norfolk)
Snetterton ist ein Ort mit 201 Einwohnern (Stand: 2011) im District Breckland in der Grafschaft Norfolk in England. Der Name der Stadt ist abgeleitet vom altenglischen Snentretuna und bedeutet so viel wie „Snytras Siedlung“. 

## Lage
Die Streusiedlung von Snetterton erstreckt sich über das gesamte Gemeindegebiet. Im Westen begrenzt der River Thet die Gemeinde. Snetterton liegt etwa 35 Kilometer südwestlich von Norwich und etwa 125 Kilometer nordnordöstlich vom Stadtzentrum Londons. Die A11 road durchschneidet im Süden die Gemeinde.

## Geschichte
1086 wird der Ort als Snentretuna im Domesday Book erwähnt. Die als Grade I-Denkmal geschützte Allerheiligen-Kirche (All Saints' ) enthält eine Kanzel aus dem 13. Jahrhundert. Der westliche Turm stammt aus dem 14. Jahrhundert. Größere Umbauten erfolgten im 15. und 19. Jahrhundert.  

## Wirtschaft
Im Süden der Gemeinde liegt das ehemalige Gelände der Luftwaffenbasis RAF Snetterton Heath. Heute befindet sich dort der Snetterton Motor Racing Circuit.

## Sehenswürdigkeiten
- All Saints' Church
- Mahnmal der 96th Bombardment Group USAAF

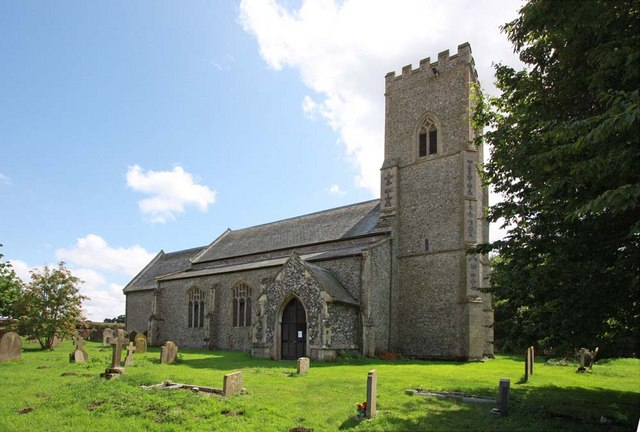
All Saints' Church
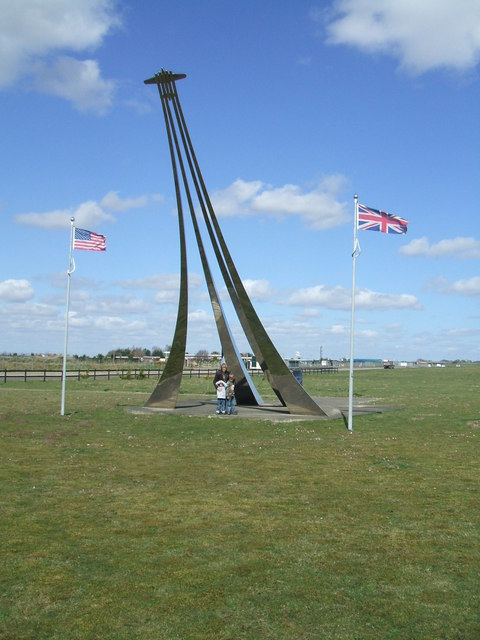
Mahnmal
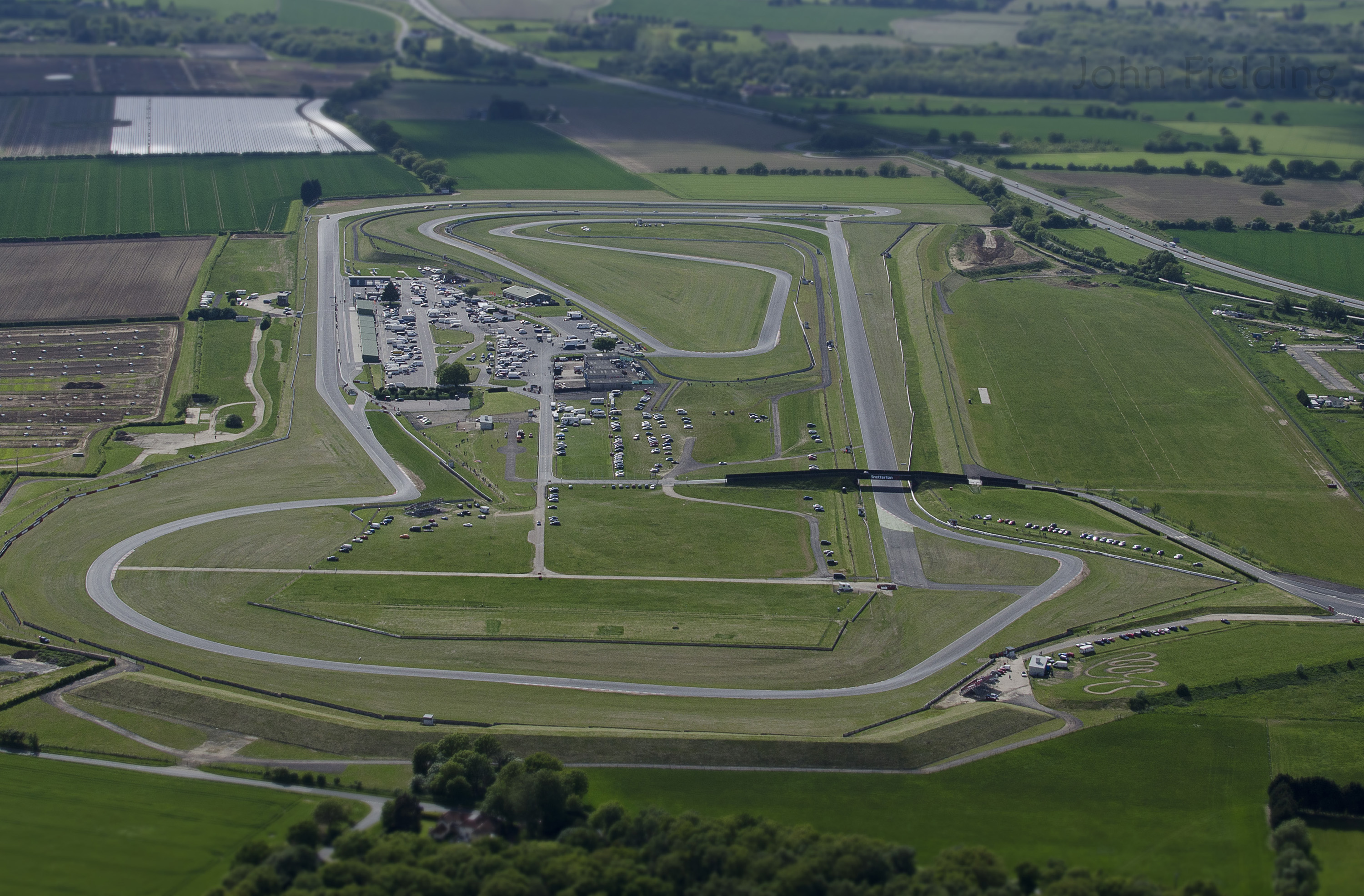
Snetterton Racing Circuit